# Atmore (Alabama)
Atmore település az Amerikai Egyesült Államok Alabama államában, Escambia megyében. Lakosainak száma 8391 fő (2020. április 1.).

## Népesség
A település népességének változása:

| 2010 | 10 194 |
| 2020 | 8 391  |